# Convenção Anderson-Porras
A Convenção Anderson-Porras foi uma convenção de fronteiras e arbitragem assinada na cidade de Washington, Estados Unidos, em 17 de janeiro de 1910, pelos Ministros Plenipotenciários da Costa Rica, Luis Anderson Morúa, e do Panamá, Belisario Porras Barahona, com o propósito de resolver as divergências que surgiram em relação à interpretação do Laudo Loubet de 1900. No Panamá é conhecida como convenção Porras-Anderson.
Na convenção Anderson-Porras, foi acordado considerar como válida e indubitável as fronteiras do Laudo Loubet na encosta do Pacífico (linha Anderson-Porras), desde Punta Burica até Cerro Pando, porém não na costa atlântica. Foi decidido, devido à intervenção dos representantes dos Estados Unidos no acordo, submeter à arbitragem do presidente da Suprema Corte de Justiça daquele país, Edward Douglass White, a questão de qual era a interpretação correta e a verdadeira intenção das fronteiras do Laudo Loubet na encosta do Mar do Caribe, desde Cerro Pando até a costa.